# Aleksander Płatek
Aleksander Płatek (ur. 26 lutego 1924 w Wysocicach, zm. 4 grudnia 1996 w Krakowie) – polski geodeta, profesor Akademii Górniczo-Hutniczej.
W latach 1942–1945 uczeń Szkoły Górniczo-Mierniczej w Krakowie. W 1950 ukończył studia na Akademii Górniczo-Hutniczej im. Stanisława Staszica w Krakowie z tytułem inżyniera geodety i magistra nauk technicznych. Od 1954 pracownik Katedry Geodezji Przemysłowej AGH, gdzie w 1964 r. obronił pracę doktorską pt. Zagadnienie dokładności wyznaczenia bezwzględnych przemieszczeń punktów w powierzchniowych sieciach trygonometrycznych położonych na obszarach górniczych, a w 1972 rozprawę habilitacyjną Geodezyjne pomiary przemieszczeń fundamentów maszyn.  W 1974 został powołany na stanowisko docenta. W 1982 r. Rada Państwa nadała mu tytuł profesora nadzwyczajnego, a w 1989 profesora zwyczajnego.
Pracował na Wydziale Geodezji Górniczej i Inżynierii Środowiska AGH do przejścia na emeryturę w roku 1994.
Członek wielu instytucji naukowych, m.in.: Stowarzyszenia Geodetów Polskich i Polskiej Akademii Nauk (Komitet Geodezji). Przewodniczący Grupy Studiów C Komisji 6 Międzynarodowej Federacji Geodetów (FIG).
Za działalność naukową i dydaktyczną otrzymał m.in.:
- Krzyż Kawalerski Orderu Odrodzenia Polski
- Złoty Krzyż Zasługi
- Medal Komisji Edukacji Narodowej
- Brązowy Medal „Za zasługi dla obronności kraju”
- Złota Odznaka „Za zasługi w dziedzinie geodezji i kartografii”
- Złota Odznaka Honorowa SGP
- Srebrna Odznaka Honorowa NOT
- 4 nagrody Ministra Nauki, Szkolnictwa Wyższego i Techniki
- Nagrodę Prezesa PAN i Prezesa GUGiK
- 18 nagród Rektora AGH

Dorobek naukowy prof. dr hab. Aleksandra Płatka obejmuje ok. 100 pozycji z czego prawie 30 prac opublikowanych za granicą i 18 referatów wygłoszonych na międzynarodowych sympozjach.
Prof. Aleksander Płatek był autorem podręczników akademickich z zakresu geodezji:
- Elektroniczna technika pomiarowa w geodezji (1991, 1992)
- Geodezyjne dalmierze elektromagnetyczne i tachymetry elektroniczne (1995)
- rozdział pt. Geodezyjne pomiary przemieszczeń i badania odkształceń w skrypcie pt. Geodezja inżynieryjno-przemysłowa. Wykłady.

Jako badacz dziejów kościoła i parafii wysocickiej, był też  autorem opracowania:
- Opowieści o dziejach kościoła i parafii Wysocickiej.

Aleksander Płatek był od 1976 r. żonaty z Barbarą Bonner-Płatek i miał syna Ryszarda (ur. 1977). 
Zmarł 4 grudnia 1996, a 11 grudnia 1996 został pochowany na Cmentarzu Rakowickim w Krakowie (pas 92).